# شعللها

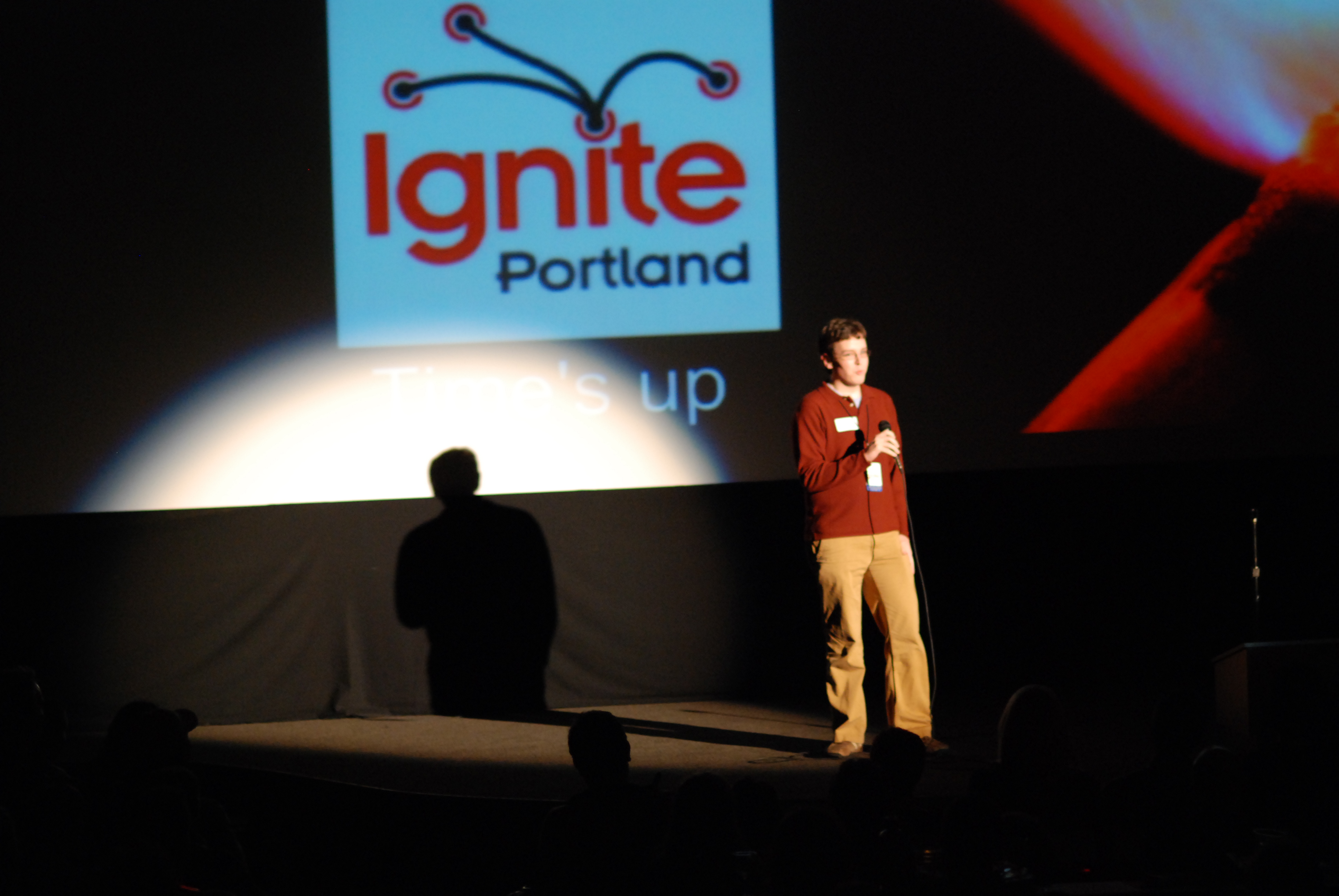
حدث إغنايت في بورتلاند

شعللها، أو إغنايت (بالإنجليزية: ignite)‏ هو حدث عالمي ينظمه المتطوعون، حيث يتم إعطاء المشاركين مدة خمس دقائق للحديث عن أفكارهم وشجونهم الشخصية أو المهنية، مع استعمال 20 شريحة إلكترونية. يتم عرض كل شريحة لمدة 15 ثانية تنتقل تلقائيا. بشكل ما، هي تشابه نظام البيتشاكوتشا. وتهدف هذه العروض إلى «إشعال» الجمهور على الموضوع، أي توليد الوعي وتحفيز الفكر والعمل حول المواضيع المطروحة.
عقدت أول فعالية لشعللها في عام 2006 في سياتل، واشنطن، وكان من بنات أفكار برادي فوريست وبري بيتيس. وقد رعتها شركة أورايلي لإعلام ومجلة ميك. منذ نشأتها، نظمت أكثر من 50 فعالية في مدن من أنحاء العالم. واصلت أورايلي بدعم شعللها، ولكن التنظيم كان مستقل على المستوى المحلي. وغالبا ما يكون الحضور مجاني وذلك بسبب الدعم المالي من رعايته.
وأكبر حفل شعللها كان إغنايت بولدر 10 الذي حصل في 6 مايو 2010، بحضور 875 شخص في الحضور.

## وصلات خارجية
- موقع إغنايت